# Dmitry Timofeyevich Kozlov
Dmitry Timofeyevich Kozlov (tiếng Nga: Дми́трий Тимофе́евич Козло́в; 4 tháng 11 (lịch cũ: 23 tháng 10) năm 1896, Razgulyayka, nay thuộc Nizhny Novgorod Oblast - 6 tháng 12 năm 1967, Minsk) là một chỉ huy quân sự Liên Xô, hàm Trung tướng.

## Cuộc đời

### 1914–1941
Sinh tại làng Razgulyayka, ông rời trường học vào năm 1915 và gia nhập Quân đội Nga với cấp bậc Hạ sĩ quan (Praporshchik). Ông phục vụ trong Thế chiến thứ nhất và tốt nghiệp trường đào tạo sĩ quan năm 1917. Ông chuyển sang Hồng quân năm 1918, chỉ huy một tiểu đoàn sau đó là một trung đoàn trong Nội chiến Nga.
Tháng 12 năm 1922, ông trở thành chỉ huy của Trung đoàn 4 Turkestan. Ông tốt nghiệp khóa huấn luyện Vystrel của Hồng quân năm 1924 và được cử làm chỉ huy Trung đoàn 109 vào tháng 9. Năm 1928, ông chuyển sang công tác tham mưu, sau đó đứng đầu Trường Bộ binh Kiev vào năm 1930. Sau đó, ông trở thành chỉ huy và chính ủy của Sư đoàn Súng trường 44 vào tháng 1 năm 1931. Tiếp theo, ông trở thành giảng viên chiến thuật tổng hợp tại Học viện Quân sự Hồng quân vào tháng 12 năm 1935, phó Tư lệnh Quân khu Odessa vào tháng 4 năm 1940, Cục trưởng Tổng cục Phòng không Hồng quân vào tháng 12 năm 1940. Năm 1940, ông được thăng cấp Trung tướng. Ông cũng đã chiến đấu trong Chiến tranh Xô-Phần.

### 1941–1967
Tháng 1 năm 1941, ông được bổ nhiệm làm Tư lệnh Quân khu Zakavkaz và khi quân Đức xâm lược, tháng 8 năm đó, ông được giao quyền chỉ huy Phương diện quân Zakavkaz, nơi ông lãnh đạo quân đội Liên Xô trong Chiến dịch Countenance.
Ông chuyển sang chỉ huy Phương diện quân Kavkaz vào tháng 12 năm 1941 và Phương diện quân Krym vào tháng 1 năm 1942. Ông chỉ huy cuộc đổ bộ lên bán đảo Kerch, mặc dù có những thành công ban đầu, chiến dịch đã kết thúc trong thảm họa, với việc Liên Xô mất hơn 176.000 quân, 37 xe tăng, khoảng 3.500 khẩu súng cối và 400 máy bay và mất đầu cầu vào tay quân Đức trong Chiến dịch Trappenjagd. Ngày 4 tháng 6 năm 1942, ông bị giáng cấp xuống Thiếu tướng và cách chức chỉ huy mặt trận. Tháng 8 năm đó, ông được chuyển sang chỉ huy Tập đoàn quân 24 và từ tháng 10 năm 1942 là trợ lý Phó Tư lệnh Phương diện quân Voronezh.
Kozlov lãnh đạo hệ thống phòng thủ của Kharkov và là một trong những người cuối cùng rời khỏi nó trước khi quân Đức tái chiếm nó vào ngày 14 tháng 3 năm 1943. Từ ngày 14 đến ngày 21 tháng 3 năm 1943, các sư đoàn Liên Xô liên tục rút lui qua khu rừng phía đông bắc Mokhnachev, và Kozlov cũng đi theo con đường đó rời khỏi Kharkov. Từ tháng 5 đến tháng 8 năm 1943, ông được giao nhiệm vụ tại Phương diện quân Leningrad và từ tháng 8 năm 1943 được bổ nhiệm làm Phó Tư lệnh Phương diện quân Zabaikal, nơi ông tham gia các cuộc tấn công của Liên Xô chống lại Nhật Bản. Từ năm 1946 cho đến khi nghỉ hưu năm 1954, ông được bổ nhiệm làm Phó Tư lệnh Quân khu Zabaikal. Ông mất năm 1967 tại Minsk.

## Lược sử quân hàm
- Sư đoàn trưởng (комдив) (26.11.1935)
- Quân đoàn trưởng (комкор) (29.04.1940)
- Trung tướng (04.06.1940)
- Thiếu tướng (bị giáng cấp, 04.06.1942)
- Trung tướng (lần 2, 19.01.1943)